# Agustín Millán
Agustín Millán är en ort i Mexiko.   Den ligger i kommunen Córdoba och delstaten Veracruz, i den sydöstra delen av landet, 240 km öster om huvudstaden Mexico City. Agustín Millán ligger 824 meter över havet och antalet invånare är 579.
Terrängen runt Agustín Millán är kuperad åt nordost, men åt sydväst är den platt. Runt Agustín Millán är det tätbefolkat, med 570 invånare per kvadratkilometer. Närmaste större samhälle är Córdoba, 0,61 km väster om Agustín Millán. Trakten runt Agustín Millán består till största delen av jordbruksmark.